# Bonacynodon
Bonacynodon is een geslacht van uitgestorven synapsiden behorend tot de familie Probainognathidae van de Cynodontia. Dit dier leefde in het Midden-Trias in Zuid-Amerika.

## Fossiele vondsten
Bonacynodon is bekend van twee fossielen die zijn gevonden in de Dinodontosaurus Assemblage Zone in Santa María-formatie in de Braziliaanse deelstaat Rio Grande do Sul. Het holotype bestaat uit een gedeeltelijke schedel met tanden en tevens skeletresten. De geslachtsnaam verwijst naar de Argentijnse paleontoloog José Bonaparte.

## Kenmerken
Bonacynodon had een schedel van zes tot zeven centimeter lang, waarmee dit dier het formaat van een eekhoorn zal hebben gehad. Mogelijk was Bonacynodon een aaseter, aangezien het holotype naast het skelet van een Dinodontosaurus werd gevonden.